# ستان بليك
ستان بليك (بالإنجليزية: Stan Blake)‏ هو سياسي أمريكي، ولد في 8 نوفمبر 1954 في كانون سيتي في الولايات المتحدة. حزبياً، نشط في الحزب الديمقراطي. وقد انتخب عضو مجلس نواب وايومنغ.